# Parma (Ohio)
Parma ist eine City im Cuyahoga County im US-Bundesstaat Ohio. Sie ist 19,98 Quadratmeilen (51,75 km²) groß und liegt knapp 11 Kilometer südsüdwestlich von Cleveland sowie 7,5 Kilometer westlich des Cuyahoga-Tals. Im Jahr 2020 hatte die Stadt 81.146 Einwohner. Daran gemessen ist sie die nach Cleveland zweitgrößte Kommune im Cuyahoga County, der größte Vorort von Cleveland sowie die siebtgrößte Stadt in Ohio. 

## Geografie
Das Stadtgebiet besitzt eine annähernd quadratische Grundform mit einer Seitenlänge von rund 5 Meilen (8 km), begrenzt im Norden durch die Brookpark Road, im Osten durch die Broadview Road, im Süden durch die West Sprague Road und im Westen durch die West 130th Street. Diese Form wird auf der Westseite unterbrochen; dort ragt mittig das Gebiet von Parma Heights etwa 3,5 km tief in das Stadtgebiet hinein. Die weiteren Nachbarstädte und -gemeinden sind Cleveland und Brooklyn im Norden, Brooklyn Heights und Seven Hills im Osten, Broadview Heights und North Royalton im Süden sowie Middleburg Heights und Brook Park im Westen.

## Wirtschaft und Infrastruktur
In Parma sind zahlreiche kleine und mittlere Industriebetriebe ansässig. Im Nordwesten der Stadt betreibt General Motors ein Werk für Stanzteile mit knapp 1.000 Beschäftigten. Darüber hinaus sind mehrere Radio- und Fernsehsendemasten über das Stadtgebiet verteilt. Größter Einzelhandelsstandort ist das Einkaufszentrum Parmatown Mall in der Stadtmitte.
1992 zählte Parma 21 öffentliche Grund- und Mittelschulen mit rund 12.700 Schülern sowie zwölf katholische Grund- und Mittelschulen mit über 8.000 Schülern. Es gibt zwei Krankenhäuser, ein katholisches Kinderdorf, zahlreiche Parks und einen Golfplatz. Als Naherholungsgebiete dienen zwei Waldgebiete entlang des West Creek im Südosten sowie am Big Creek im Nordwesten, die beide zu den Cleveland Metroparks gehören.

## Geschichte
Parma und Parma Heights gehen auf den gleichnamigen Parma Township zurück, der im Zuge der Landvermessungen der Connecticut Western Reserve abgesteckt worden war. Die ersten Siedler kamen 1816 an und betrieben Landwirtschaft. Nachdem der westliche Teil des Townships 1911 als Parma Heights ausgegründet wurde, wurde 1924 aus dem Rest des Townships das heutige Parma gebildet. Nachdem sich die daraufhin geplante Eingemeindung nach Cleveland zerschlagen hatte, folgte 1931 die Stadterhebung.
Trotz der Nähe zu Cleveland blieb Parma bis weit ins 20. Jahrhundert hinein ländlich geprägt. Erst nach dem Zweiten Weltkrieg setzte starkes Bevölkerungswachstum ein; die Einwohnerzahl stieg von (1940) 16.365 auf (1960) 82.845 und erreichte 1970 mit 100.216 Einwohnern ihren Höchststand. Seitdem ist die Einwohnerzahl wieder um rund 15 % gesunken.

## Religion
Parma ist Bischofssitz zweier Eparchien: der Ukrainischen griechisch-katholischen Kirche (Eparchie Saint Josaphat in Parma) sowie der ruthenisch griechisch-katholischen Kirche (Eparchie Parma).

## Söhne und Töchter der Stadt
- Michael Timothy Good (* 1962), Astronaut
- Brian Holzinger (* 1972), Eishockeyspieler
- The Miz (* 1980), Wrestler
- Dan Fritsche (* 1985), Eishockeyspieler
- John Fritsche junior (* 1991), Eishockeyspieler
- Alex Nedeljkovic (* 1996), Eishockeytorwart

## Weiterführende Informationen